# Кінець Вічності
«Кіне́ць Ві́чності» (англ. The End of Eternity) — роман у жанрі наукової фантастики американського письменника Айзеком Азімовим, випущений 1955 року. Українською мовою вийшов у видавництві «Дніпро» 1990 року.

## Анотація книги
Роман «Кінець Вічності» описує діяльність організації під назвою «Вічність», що існує поза часом. До її складу входять спеціально навчені і відібрані люди з різних століть, що дали обітницю безшлюбності. «Вічність» контролює подорожі у часі за допомогою так званих колодязів часу. Досягнувши певного рівня розвитку, наука вирішує завдання подорожі в часі за допомогою використання колосальної енергії вибуху наднової зорі. Завдання організації, на чолі якої стоїть Рада Часів, є коректування долі людства, яке на своїй дорозі весь час скочується до самознищення.
Суворі і аскетичні закони «Вічності» відлагоджені і ніколи не дають збоїв. Але одного дня молодий і геніальний Технік Харлан, зробивши одне з переміщень у часі, закохується у вродливу дівчину Нойс з іншого століття. Харлан стає перед вибором — обов'язок і підпорядкування закону або особисте щастя? Його рішення може привести до парадоксів часу і навіть зникнення самої «Вічності».

## Вічність
Роман описує діяльність організації під назвою Вічність (в якій працюють так звані Вічні), що існує поза часом. Вічність контролює Часи і Реальності за допомогою так званих Колодязів Часу, однак подорожувати можна тільки тими сторіччями, які йдуть після 27-го (сторіччя, у якому заснована Вічність); сторіччя до 27-го належать, термінологією вчених, до Первісної історії. Подорожі в часі вимагають величезної кількості енергії, але Вічність має майже необмежену енергію, що надходить із далекого майбутнього, коли Сонце перетворилось на наднову. За допомогою пристрою, названого дублікатором маси, вдалося практично без витрат створити у всіх століттях (навіть у тих, які насправді не використовувалися Вічністю) однотипні Сектори Вічності, у яких Вічні можуть жити і працювати і з яких можуть проникати у відповідне сторіччя. Сектори Вічності знаходяться поза звичайним часом, у них тече так званий біочас, який Вічні не можуть контролювати.

## Термінологія
У Вічності використовується специфічна професійна термінологія. Наприклад, оскільки час у звичайному сенсі не має там значення, використовується термін «біочас» (англ.Physio time), хоча в повсякденному спілкуванні правила рідко дотримуються. Також, з аналогічної причини, напрямки та положення звичайного часу визначаються не як, наприклад, майбутнє й минуле, а використовуються особливі терміни, такі як upwhen, downwhen, somewhen і anywhen.
Щодо Змін Реальності використовуються терміни МНВ (Мінімальний необхідний вплив, в оригіналі Minimum Necessary Change) і МОР (Максимальна очікувана реакція, Maximum Desired Response).

## Зміни Реальності
Вічні контактують з тими, що живуть у Часі (так вони називають тих, хто не служить у Вічності) і здійснюють торгівлю між різними століттями, але приховують від Часових найголовніше — те, що Вічність здійснює зміни в людській історії, що називаються Змінами Реальності. Метою цих змін є, як вважають Вічні, благо людства, так як негативний ефект цих змін зазвичай компенсується позитивним. Вічні запобігають війнам, катастрофам, епідеміям. Цікаво, що майже завжди побічним ефектом Змін Реальності є зникнення космічних кораблів як технології, хоча і не обов'язково в тому ж сторіччі, яке піддалося зміні.
Усі Зміни Реальності ретельно прораховуються Вічними, а організацій, що намагаються протистояти Вічності, не існує, так що її дії завжди завершуються успіхом.
Зазвичай Зміна Реальності зачіпає сторіччя, у якому воно відбулося, і наступні, але з часом його вплив починає ставати слабкішим і через якусь кількість століть взагалі перестає бути помітним.
Зміни реальності стали настільки поширеним явищем, що для Вічних історія людства перестала бути непорушним і незмінним явищем. Однак Часові гадки не мають про ці зміни, так що Часові люди, що починають службу в Вічності, звичайно відчувають шок від усвідомлення того, що вони більше ніколи не побачать своїх рідних, які можуть зникнути або кардинально змінитися під час багаторазових Змін Реальності.

## Структура Вічності
Усі люди, що працюють у Вічності, діляться на Фахівців і Працівників.
Вічність поповнюється за рахунок Часових, яких відбирають для служби в Вічності в їх рідних сторіччях. Майбутній Вічний повинен володіти певними здібностями, але головною умовою відбору є відсутність серйозних Змін Реальності після зникнення цієї людини зі свого сторіччя. Народитися Вічним не можна. Зазвичай у Вічність відбирають у юному віці. У Вічності майже немає жінок, оскільки їх зникнення призводить до надто великих Змін у Реальності.
Після надходження в Вічність людина проходить 3 періоди:
Учень (учнівство триває досить довго, наприклад, Харлан (головний герой) був учнем 10 років);
Спостерігач — людина, яка проводить спостереження у Часі в різних століттях і доповідає про них Вічності; ця посада менш престижна, ніж посада фахівця, однак Спостерігачі є «очима» Вічних, і всі Зміни розраховуються згідно з їхніми спостереженнями.
Фахівець.
З часом більшість спостерігачів стають фахівцями. У книзі описані наступні професії фахівців:
Обчислювачі, за допомогою обчислювальної техніки розраховують, які Зміни Реальності треба провести для досягнення потрібних цілей; судячи з усього, обчислювачі володіють найбільшим впливом серед Вічних;
Соціологи будують «Психологічну характеристику суспільства», яка служить основою для Змін;
(Планувальники) — виконують Розрахунок Долі окремо взятої особистості (або її аналогів) у тій чи іншій Зміні;
Статистики проводять первинну обробку даних зібраних спостерігачами;
Адміністратори займаються організаційними питаннями Вічності;
Техніки — визначають і здійснюють Мінімально необхідний вплив (МНВ), який і призводить до Змін Реальності. Оскільки саме дії техніків призводять до Змін Реальності, які мають не тільки позитивні, але й негативні наслідки («Технік позіхнув — мільйон людей перевернув»), техніків у Вічності зневажають. Техніки знаходяться у стані вигнанців, майже не спілкуються ані з іншими Вічними, ані один з одним.
У романі не сказано, чи існують які-небудь ще професії, а також не зовсім ясно визначено завдання представників кожної професії.
Працівники (НЕ-Фахівці) виконують непрестижну роботу, пов'язану з обслуговуванням. До них належать, наприклад, зв'язківці. Працівники поповнюються за рахунок учнів, які не витримали випробування в кінці навчання, а також за рахунок розжалуваних Фахівців. Працівників приблизно в 10 разів більше, ніж Фахівців, і вони складають основу Вічності, забезпечуючи її існування.

## Сторіччя
Час ділиться Вічними на Сторіччя (Centuries) — так в українському перекладі роману називаються століття. Кожне Сторіччя має окремий штат, а обстановка в секції за можливості наближена до обстановки Сторіччя. Дотики між штатами занадто далеких сторіч, очевидно, рідкісні. Закон свідчить, що жоден Вічний не може служити в межах двох століть від рідного часу ні за яких обставин. Переважніше призначення в Сторіччя, які якомога менш схожі на рідний час Вічного. У разі, якщо Вічний надміру прив'язується до епохи своєї служби, його потрібно негайно перемістити. Деякі Сторіччя більш-менш докладно описуються.
Згадуються «енергетичні Сторіччя». Відносно рідкісні. У них все, що можливо, робиться з силових полів, а речовина розглядається як щось варварське.
20 (двадцяте століття)
У це сторіччя, у результаті диверсії Ендрю Харлана, потрапив Купер, коли його (Купера) відправляли в 24-е сторіччя. Для того, щоб знайти Купера і перевідправити його в 24-е сторіччя, Ендрю Харлан і Нойс Ламбент вирушили в це сторіччя, точніше в 1938 рік.
24
У цьому столітті Віккор Малансон винайшов установку отримання темпорального поля, що дозволила подорожувати в часі і створити Вічність у 27-му сторіччі. У 24-е сторіччя відправляли Купера, нібито для допомоги Віккорові Малансону; насправді — для того, щоб Купер замінив Малансона. Однак, через диверсію Харлана, Купер замість цього потрапив в XX сторіччя.
27
У цьому столітті була створена Вічність. Більш ранні століття належать, за термінологією вчених, до первісної історії.
30
Починаючи з цього століття, Вічність стала влаштовувати зміни реальності (до цього займалася тільки міжчасовою торгівлею). У 30-му ж столітті (а не в 1945 році) стався «перший ядерний вибух» (хоча ядерні реактори існували і раніше).
72
За твердженням Твісела — єдине Сторіччя, де вміють робити хороші цигарки.
78
Рідне Сторіччя Купера.
95
Рідне Сторіччя Харлана. Суспільство має сільський відтінок, атомна енергія під забороною, віддається перевага будматеріалу — дереву. Експортує напої майже в усі Сторіччя, імпортує насіння конюшини.
123

Має дуже сувору заборону на куріння.
223
До цього Сторіччя належить перша вироблена Харланом Зміна Реальності. Воно ліквідувало війну в 224 Сторіччі.
300-е
Енергетичні століття — використання «енергетичних вихорів».
482
Початкове місце служби Харлана, де він зустрів Нойс Ламбент. Грубе, матеріалістичне і досить матріархальне. Мораль майже відсутня. Шлюб не має легальної сили. Єдине сторіччя, що масово практикує ектогенез (40 % всіх матерів просто здають яйцеклітини, вибір батьків за євгенічними принципами і з шлюбом абсолютно не пов'язаний). У певний період вищими класами використовувалися слуги — роботи. Класова різниця досягала крайнього прийнятного для Вічності рівня.
575
Місце служби Твісела, а також Харлана впродовж основної дії книги. Віддається перевага не яскравим кольорам, в основному білому і пастельним відтінкам, а також склу і порцеляні.
600
Енергетичні сторіччя. Час народження Фінджі.
803
Гедоністичне сторіччя. Практикується депіляція в підлітковому віці (аналогічно більше пізньому Мікогену). Внаслідок цього виділяється з-поміж інших. Вічні звідти вкрай рідкісні, тільки один (Сеннор) за всю історію увійшов до Ради.
1174
Сторіччя, що потерпає від нестачі лісів.
2456
Сторіччя, куди вирушив Харлан, щоб з'ясувати долю Нойс. Використовувалися «молекулярні плівки», що перетворювали будь-яку поверхню в дзеркальну.
2481
Сторіччя, що створило електрогравітаційні кораблі. Мало дуже високий рівень вживання наркотиків.
30 000-е
Рідний час Твісела. Люди в цьому періоді генетично сумісні з людьми з більш ранніх століть, однак є невеликі анатомічні та метаболічні відмінності.
111394 (одне з прихованих)
Рідне сторіччя Нойс Ламбент. Коли Харлан віз її в приховані століття, вона навмисно зупинила часовий ліфт у секторі цього століття, вдаючи, що зробила це без мети зупинитися саме в цьому столітті, — вона сказала Харлану, нібито зупинила ліфт через те, що її налякали великі числа на лічильнику сторіч.
«Приховані століття»
Таку назву в Вічності отримали століття з 70 000 по 150 000. У цих сторіччях існують Сектори Вічності, але потрапити з цих секторів у Час неможливо з причин, незрозумілих для Вічних. Після 150 000-го століття проникнення в Час знову стає можливим, але людства в цих сторіччях вже не існує.

## Список персонажів
Віккор Малансон — міфічний творець темпорального поля в 24-му сторіччі (за 3 Сторіччя до створення Вічності). Крім того, він передбачив основні аспекти Вічності (крім Зміни Реальностей). Насправді людина на ім'я Віккор Малансон нічого не створювала, він загинув задовго до створення темпорального поля.
Лабан Твісел — Старший Обчислювач, Голова Ради Часів, голова проекту Віккора Малансона. Розрахував неймовірну кількість Змін. Завзятий курець. Був у Союзі з жінкою з Часу і має від неї сина, якому уготував жалюгідне животіння в інвалідному кріслі в результаті власноруч розрахованої Зміни. Виглядає Твісел як маленький зморшкуватий гном.
Ендрю Харлан — головний персонаж роману, Технік, особистий Технік Твісела, «Диво-технік», «Безпомилковий Технік». Захоплюється Первісною історією (історією до створення Вічності), чим ідеально підходив для цілей Твісела в проекті Віккора Малансона. Закоханий у Нойс Ламбент. Це кохання стало причиною знищення Вічності.
Нойс Ламбент — жінка з Прихованих Сторіч (з 111 394-го століття), спеціально заслана у Вічність для її знищення та зведення до мінімуму можливості її виникнення. Закохана в Ендрю Харлана (причому задовго до того, як вони зустрілися наживо). Видавала себе за жінку з Часу 482-го Сторіччя, деякий час працювала в Вічності з Фінджі, а потім надала свій будинок Харлану, який вийшов у Час як Спостерігач. Під час перебування Харлана в 482-му, закохала його в себе, і після завершення завдання, коли Харлан довідався, що Зміна торкнеться особисто Нойс, Харлан сховав її в Вічності в секторі Прихованих Сторіч. Нойс сама заблокувала Колодязі Часу, і тим самим спровокувала Харлана на необдумані дії під час запуску Купера в 24-те Сторіччя, відправивши його натомість у 20-те. Потім, коли Харлан обчислив її, вона вирушила з ним у 20-ті, нібито для пошуків Купера. Там вона, перебуваючи під прицілом анігілятора, переконує Харлана не розшукувати Купера, тим самим знищивши Вічність.
Брінслі Шеридан Купер — Учень, якого Харлан навчав первісної історії, а Твісел — математиці темпоральних полів. Як думав Харлан, Твісел розраховував закинути Купера в 24-е Сторіччя для навчання Віккора Малансона математики та допомоги у створенні темпорального поля. Згодом з'ясовується, що Купер — справжній Віккор Малансон. Той Віккор Малансон, якого навчав Купер, загинув, і Куперу довелося видати себе за Малансона і самому пройти всю його долю. На схилі років Купер зрозумів, що він і є справжній Віккор Малансон. Біографія Малансона, яку він вивчав у Вічності, у всіх деталях збіглася з його власним життям у 24-му сторіччі. Людина, яка увійшла в історію під ім'ям Віккора Малансона, геніальний першовідкривач Темпорального поля, насправді був Брінслі Шериданом Купером. Це надихнуло Купера написати «Мемуар Малансона», щоб полегшити життя своєму Аналогу, коли той повернеться в 24-е Сторіччя. Відомо, що Твісел не показав Куперу цей Мемуар, бо Купер мав прожити в 24 столітті життя точнісінько так, як його прожив. Саме за допомогою мемуарів Твісел знайшов серед багатьох Аналогів того самого Харлана і того самого Купера. Саме Мемуар керував всіма діями Твісела.
Гоббі Фінджі — Обчислювач, ревнивець, підсиджує Твісела і для цього обрав знаряддям Харлана, якого навмисно штовхав на злочин. Саме на завданні Фінджі Харлан зустрічає Нойс. На думку Харлана, Гоббі Фінджі схожий на Діда Мороза (в оригіналі згадувався американський аналог — Кріс Крінгл), або на Санта-Клауса, або на Святого Миколая (Харлан знав усі три імені з первісної історії), але схожість була суто зовнішньою. Ходить обчислювач Фінджі нечутно, чому, ймовірно, сприяло народження Фінджі в енергетичному Сторіччі.
Август Сеннор — Обчислювач, теоретик Парадоксів Часу. Повністю позбавлений волосся на голові та тілі. Захоплюється вивченням космічних подорожей Часових. Прийшов до висновку, що космічні подорожі марні, отже, є шкідливим фактором, і їх слід викорінювати з усіх Реальностей. Цей висновок привів до того, що у всіх Часах, підконтрольних Вічності, космічні подорожі не відбулися, і тільки в Прихованих Сторіччях люди досягли зірок. Але виявилося, що всі світи, придатні для життя людства, вже були зайняті іншими расами. Це і стало причиною прагнення людей з Прихованих Сторіч знищити Вічність.
Кантор Вой — Соціолог із сектора 2456-го Сторіччя. У його проекті Зміни Харлан знайшов помилку, власноруч виправив її, особисто провівши МНВ, а натомість попросив зробити конфіденційний Розрахунок Долі для Нойс з урахуванням Зміни в її «рідному» Сторіччі.
Фарук Нерон — Обчислювач із 2456-го Сторіччя, який, власне, і проводив Розрахунок Долі Нойс.

## Екранізації
Смерть безсмертя — режисер Андраш Райнай (Угорщина), 1976

Кінець вічності — режисер Андрій Ермаш (СРСР), 1987.
У квітні 2009 року повідомлялося, що режисер Кевін Макдональд уклав договір з кіностудією New Regency на екранізацію роману «Кінець вічності»

## Переклади іншими мовами
| Рік випуску | Мова випуску  | Назва мовою перекладу       | Примітки |
| ----------- | ------------- | --------------------------- | --- |
| 1956        | Італійська    | La Fine dell'Eternità       | |
| 1958        | Німецька      | Das Ende der Ewigkeit       | |
| 1966        | Російська     | Конец вечности              | Радянський переклад, дуже сильно цензурований як через сексуальні сцени, так і соціальні дискусії, що були неприйнятними для радянської ідеології. Переклад було адаптовано для фільму 1987 року. Ще один переклад вийшов у світ 2003 року. |
| 1967        | Французька    | La Fin de l'éternité        | |
| 1969        | Польська      | Koniec wieczności           | |
| 1969        | Угорська      | A halhatatlanság halála     | дослівний переклад українською Смерть безсмертя |
| 1972        | Нідерландська | Het einde van de Eeuwigheid | |
| 1973        | Естонська     | Igaviku lõpp                | |
| 1973        | Шведська      | Tidens död                  | дослівний переклад українською Смерть часу |
| 1974        | Данська       | Evigheden er forbi          | дослівний переклад українською Вічність закінчилась |
| 1977        | Іспанська     | El fin de la Eternidad      | |
| 1977        | Словацька     | Koniec večnosti             | |
| 1979        | Іврит         | קץ כלזמן                    | Перевидано 2010 року, назва סוף הנצח |
| 1979        | Грецька       | Το τέλος της αιωνιότητας    | |
| 1981        | Болгарська    | Краят на вечността          | |
| 1987        | Фінська       | Ikuisuuden loppu            | |
| 1988        | Грузинська    | მარადისობის აღსასრული       | |
| 1990        | Українська    | Кінець вічності             | |
| 1993        | Чеська        | Konec věčnosti              | |
| 1994        | Румунська     | Sfârşitul eternităţii       | |
| 1996        | Литовська     | Amžinybės pabaiga           | |
| 1997        | Турецька      | Sonsuzluğun Sonu            | |
|             | Португальська | O fim da eternidade         | |
|             | Чорногорська  | Kraj vječnosti              | |

## Видання
- 1990 рік — видавництво Дніпро[1].